# Farallon Island Light Station
Die Farallon Island Light Station ist eine im Jahr 1855 in Betrieb genommene Leuchtturmanlage in Kalifornien. Sie befindet sich auf Southeast Farallon Island, der größten der San Francisco vorgelagerten Farallon-Inseln im Pazifischen Ozean.
In der zweiten Hälfte des 19. Jahrhunderts war die Anlage Schauplatz von Auseinandersetzungen zwischen Eiersammlern der Pacific Egg Company (später: Farallones Egg Company), den Leuchtturmwärtern, sowie Abenteurern, die alle durch den Verkauf von Eiern der auf den Farallon-Inseln brütenden Trottellummen in San Francisco Geld verdienten.
Der Laternenraum des Leuchtturms wurde im Zuge der Automatisierung der Anlage im Jahr 1972 entfernt; die ursprüngliche Fresnel-Linse war bereits in den 1960ern in den San Francisco Maritime National Historical Park überführt worden. Als Schifffahrtszeichen ist die heute von der United States Coast Guard betriebene Anlage auf der felsigen Vulkaninsel jedoch nach wie vor von Bedeutung.

## Geschichte

### Vorgeschichte: Auseinandersetzung mit derPacific Egg Company

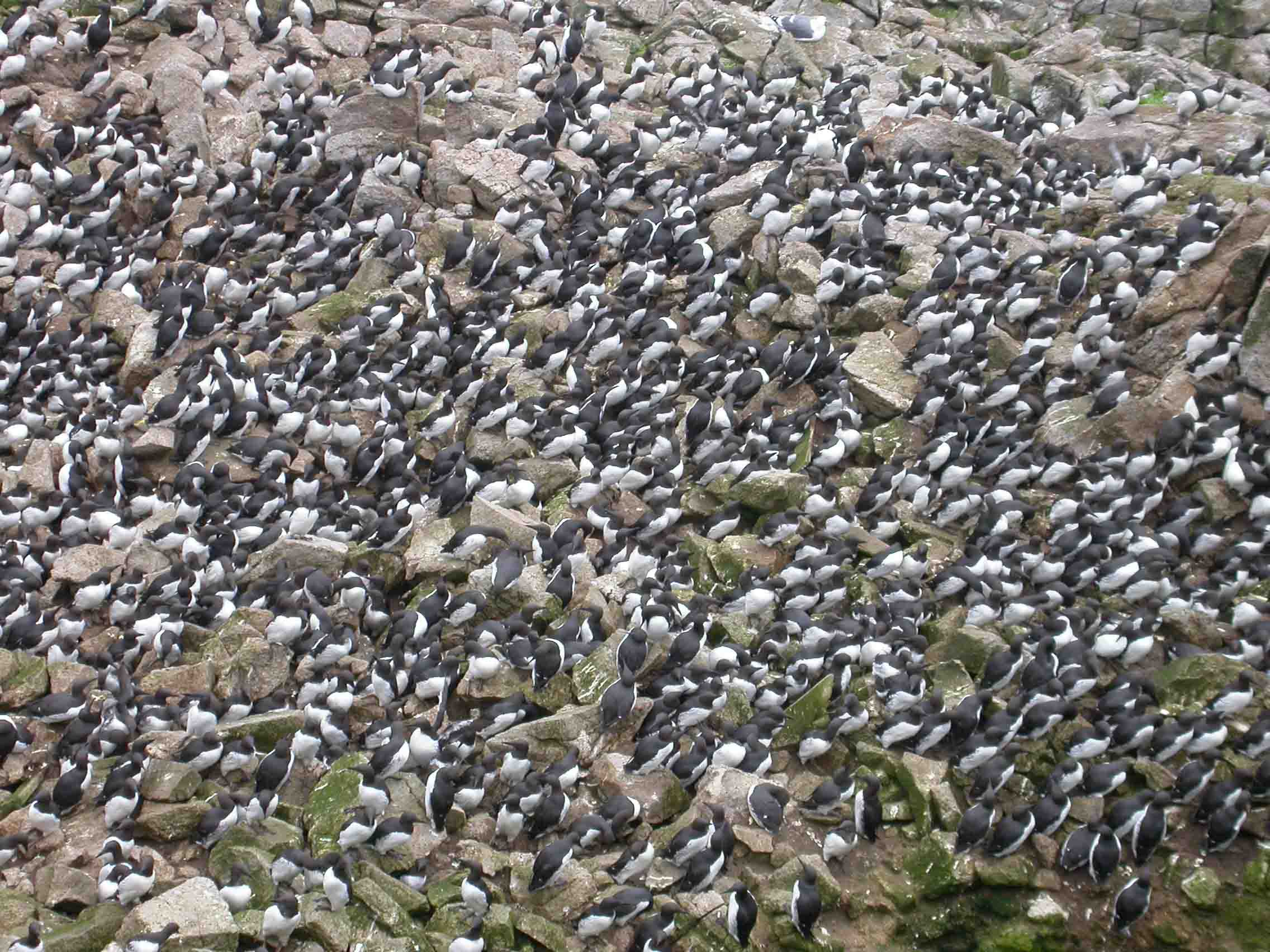
Um die Mitte des 19. Jahrhunderts brüteten mehr als 400.000 Trottellummen auf den Farallon-Inseln. Hier eine Aufnahme aus dem Jahr 2005.

Der Leuchtturm auf der Insel Southeast Farallon gehörte zu den ersten acht in Kalifornien gebauten Leuchttürmen. Mit dem Bau dieser Anlagen beauftragte das 1852 gegründete United States Lighthouse Board die Unternehmer Francis A. Gibbons und Francis S. Kelly aus Baltimore, die bereits beim Bau von Leuchttürmen an der Ostküste der Vereinigten Staaten Erfahrungen gesammelt hatten. Als die von Gibbons und Kelly für den Bau angeheuerten Arbeiter zu Beginn des Jahres 1853 auf dem Schoner Oriole vor Southeast Farallon vor Anker gingen, trafen sie auf Angestellte der Pacific Egg Company (später: Farallones Egg Company), einer 1851 in San Francisco gegründeten Firma, die das Recht auf die alleinige Nutzung der Insel für sich beanspruchte.
In jenen ersten Jahren des Kalifornischen Goldrausches waren Nahrungsmittel extrem knapp und die Pacific Egg Company verdiente hohe Summen mit dem Sammeln von Eiern der Trottellumme auf den Farallon-Inseln, die sie anschließend in San Francisco als Ersatz für Hühnereier an Goldsucher verkaufte. Jeweils zum Beginn der Brutperiode schickte die Firma zehn bis fünfzehn ‚Eiersammler‘ zu den Inseln, die dann für die Dauer der Brutsaison die in den felsigen Klippen liegenden Nester der Trottellummen ausnahmen. Die Pacific Egg Company hatte in den ersten Jahren ihres Bestehens mehrfach versucht, das offizielle Recht zur exklusiven Nutzung der Vulkaninseln zu erlangen, war mit ihren Eingaben aber immer wieder gescheitert. Um einen Konflikt mit der Regierung zu vermeiden, einigte sich der Vorarbeiter der Firma im Frühjahr 1853 deshalb mit den Bauarbeitern von Gibbons und Kelly darauf, dass diese mit dem Bau des Leuchtturms beginnen konnten.

### Der Bau der Leuchtturmanlage

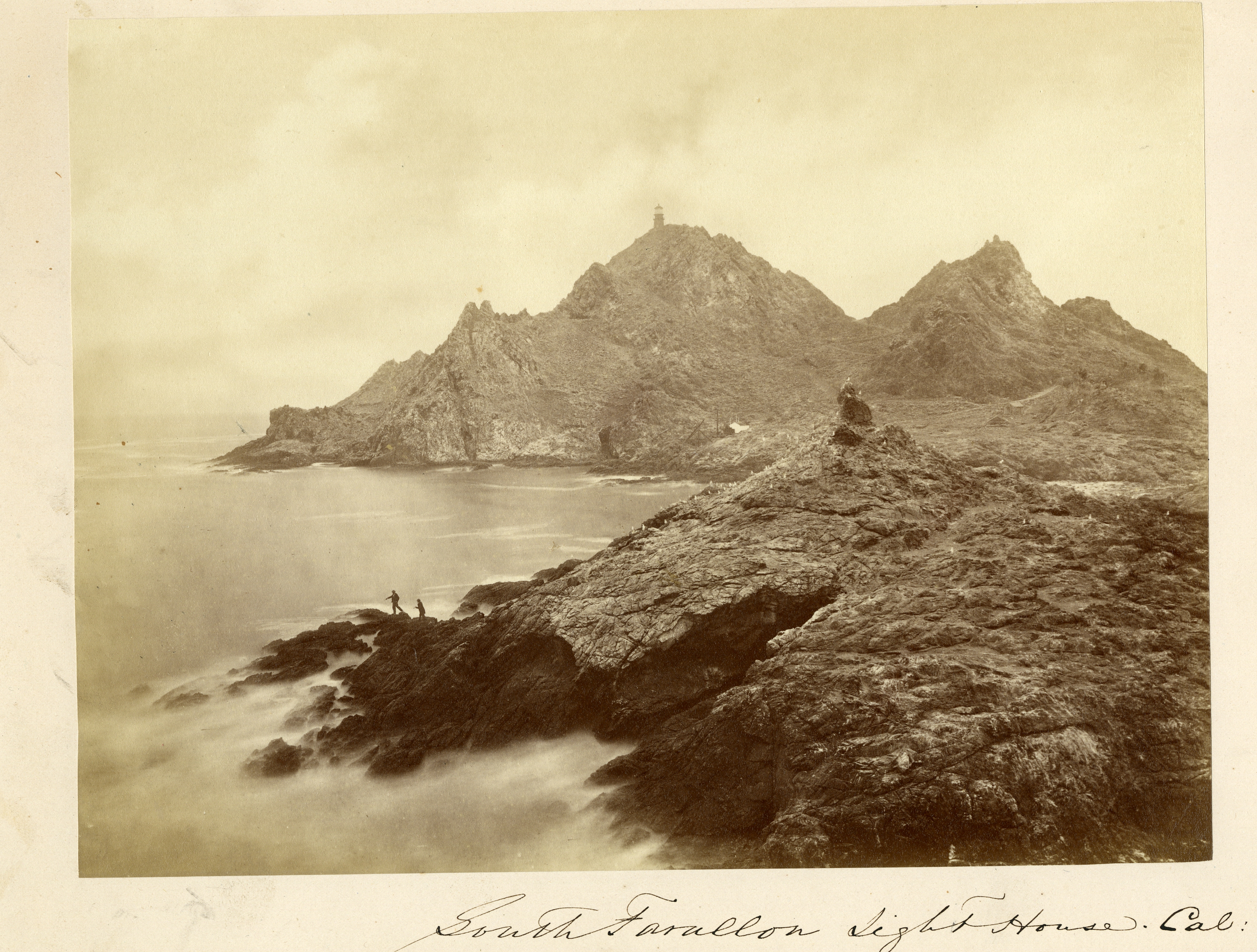
South Farallon Light House. Cal:. Aufnahme des englischen Fotografen Eadweard Muybridge, der zwischen 1871 und 1872 eine Reihe kalifornischer Leuchttürme fotografierte.

Schon bald stellte sich heraus, dass die ursprünglichen Baupläne aufgrund der geographischen Gegebenheiten nicht umgesetzt werden konnten. Der von Gibbons und Kelly abgeschlossene Vertrag sah vor, ein eineinhalbstöckiges Wohngebäude für den Leuchtturmwärter zu errichten, in dessen Mitte der eigentliche Leuchtturm aufragen sollte. Da der auf der Insel vorhandene Platz für eine solche Konstruktion aber nicht ausreichte, entschlossen sich Gibbons und Kelly dafür, lediglich den Leuchtturm auf der höchsten Spitze von Southeast Farallon zu errichten und das Wohnhaus des Leuchtturmwärters am Fuße des Berges zu bauen.
Die Bauarbeiten erwiesen sich als äußerst schwierig. Da es keine geeignete Anlegestelle für Schiffe auf Southeast Farallon gab, mussten alle Baumaterialien auf Boote verladen und dann mit Hilfe eines Ladebaums auf die Insel gehievt werden. Anschließend kletterten die Arbeiter mit vier bis fünf Ziegelsteinen beladen die steilen Klippen zur äußersten Spitze des Berges hinauf, wobei sie ständig Gefahr liefen, durch einen Fehltritt in die Tiefe zu stürzen. Trotz dieser Widrigkeiten waren sowohl der Bau des Wohn- als auch des Leuchtturmgebäudes im November 1853 abgeschlossen und alles war bereit für den Einbau der in Frankreich bestellten Fresnel-Linse erster Ordnung.
Als diese schließlich im Dezember 1854 auf der Insel eintraf, stellte sich heraus, dass der Leuchtturm zu eng bemessen war und die Linse nicht wie vorgesehen installiert werden konnte. Die Konstruktionspläne des Leuchtturms waren zu einer Zeit erstellt worden, als man noch von einer anderen, weniger voluminösen Optik ausging und offensichtlich hatte niemand daran gedacht, die Pläne an die neuartige Fresnel-Linse anzupassen. Aus diesem Grunde musste der Turm wieder eingerissen und in einer breiteren Ausführung neu errichtet werden. Im Dezember 1855 war der zweite Bau schließlich abgeschlossen und die Farallon Light Station konnte erstmals in Betrieb genommen werden.

### Die Eierkriege (Egg Wars)

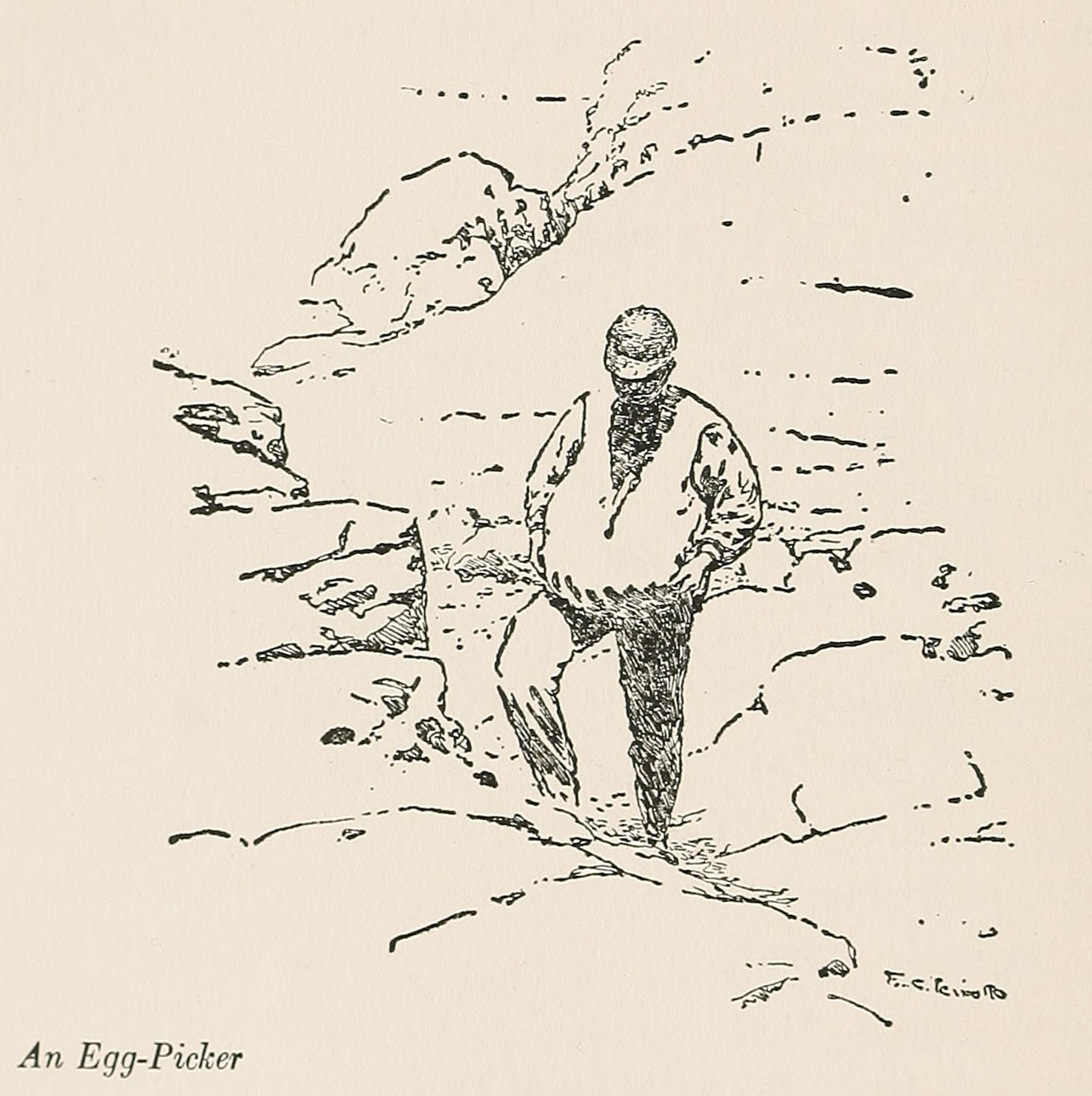
An Egg-Picker. Diese Zeichnung von Ernest C. Peixotto zeigt einen Eiersammler auf den Farallon-Inseln, der die Ausbeute seiner Sammeltätigkeit am Leib trägt.

Mit Eiersammeln konnte man auch nach dem Jahr 1855 und dem Ende des Goldrauschs noch beträchtlich verdienen.
Deshalb beteiligten sich auch die ersten Leuchtturmwärter von Farallon Island Light Station an dem lukrativen Geschäft.
Amos Clift, einer der ersten Leuchtturmwärter der Anlage, schrieb in einem Brief an seinen Bruder:

“The egg season is the month of May and June and the profit is […] quiete an item […] if I could have the privilege of this egg business for one season, it is all I would ask [and] the government might then kiss my foot.”

„Die Eiersaison ist im Monat Mai und im Juni und der Verdienst ist […] beträchtlich […] wenn ich nur für eine Saison das Vorrecht auf das Eiergeschäft hätte, wäre das alles, was ich bräuchte [und] die Regierung könnte mich dann mal gern haben.“

Clifts Karriere als Leuchtturmwärter endete, als das Lighthouse Board ihn wegen des Versuchs einer Monopolisierung des Eiergeschäfts seines Amtes enthob. Die Konflikte zwischen den – vergleichsweise niedrig entlohnten – Leuchtturmwärtern, dem Lighthouse Board, den Eiersammlern der Egg Company, sowie vom Profit angelockten Abenteurern waren mit dieser Amtsenthebung jedoch nicht beendet. Sie gipfelten in zwei bewaffneten Zusammenstößen in den Jahren 1863 und 1881, die als die „Eierkriege“ (Egg Wars) in die Geschichte der Farallon Island Light Station eingingen.
Der erste Vorfall ereignete sich im Frühjahr 1863, als das Lighthouse Board die Regierung davon in Kenntnis setzte, dass eine Gruppe bewaffneter Abenteurer ein Steinhaus auf Southeast Farallon errichtet habe, dieses mit einer Mauer umfasst habe und bereit sei, das Anwesen mit Waffengewalt zu verteidigen. Obwohl eine von Captain Charles Scammon angeführte Gruppe die Bewaffneten zunächst ohne Anwendung von Gewalt vertreiben konnte, kamen diese im Juni 1863 wieder und lieferten sich einen Schusswechsel mit den Angestellten der Egg Company, bei dem einer der Angestellten getötet wurde. Eine Reihe der Angreifer wurden daraufhin verhaftet und des Mordes angeklagt.
Der zweite Vorfall ereignete sich im Jahr 1881. Die Angestellten der Egg Company hatten begonnen, Seelöwen zu Tran zu verarbeiten, woraufhin die Leuchtturmwärter sich über den Geruch der verrottenden Kadaver beschwerten und behaupteten, der erzeugte Rauch beeinträchtige die Funktion des Leuchtturms. Als dann schließlich einige der Eiersammler einen Leuchtturmwärter angriffen, schickte das Lighthouse Board im Mai 1881 einen U.S. Marshal und 21 Soldaten auf die Insel und ließ alle Angestellten der Egg Company von der Insel entfernen. Dieses Ende der Egg Company bedeutete schließlich, dass nun – trotz Verbots – für die Leuchtturmwärter der Weg frei war, heimlich dem Eiersammeln als zusätzlicher Verdienstmöglichkeit nachzugehen. Bis zum Beginn des 20. Jahrhunderts sank der Marktpreis für Trottellummen-Eier jedoch stetig und im Jahr 1909 wurden die Farallon-Inseln zum Vogelschutzgebiet erklärt.

### Die Nebelhörner von Farallon Island Light Station
Der an der kalifornischen Küste häufig auftretende Nebel stellte für Schiffe in dem vor San Francisco gelegenen Bereich des Pazifiks eine zusätzliche Gefahr dar. Aus diesem Grunde ließ Hartman Bache, ein Ingenieur der United States Army und in den 1850ern Inspektor des zwölften Lighthouse Districts, ein spezielles Nebelhorn auf Southeast Farallon anbringen. Auf ein durch die Wellen auf natürliche Weise in den Fels geformtes Loch ließ er die Pfeife einer Dampflokomotive installieren. Jedes Mal, wenn die Wellen die Luft in dem Loch nach oben drückten, setzte der auf diese Weise erzeugte Luftdruck das außergewöhnliche Nebelhorn in Betrieb. Die Konstruktion hatte jedoch ihre Tücken: auch an klaren Tagen ertönte das Nebelhorn bei stürmischer See unaufhörlich, während es bei Nebel und ruhiger See seinen Dienst versagte. Nachdem ein Sturm dieses erste Nebelhorn vernichtete, wurde es schließlich durch eine in einem speziellen Nebelhorngebäude untergebrachte dampfbetriebene Anlage ersetzt.

### Von der Übernahme durch dieU.S. Coast Guardbis heute

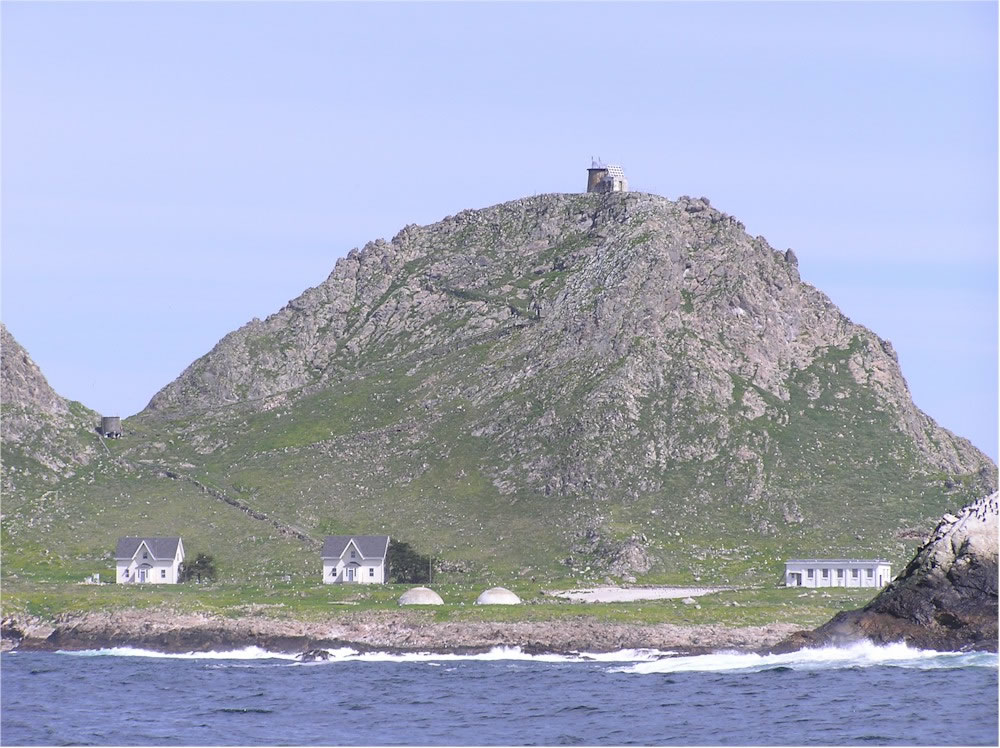
Heutiger Zustand der Anlage. Auf der Bergspitze ist der Turm ohne den 1972 entfernten Laternenraum zu sehen. Am Fuße des Berges sind Wohnhäuser, Regenwassersammelbecken und Zisternen zu erkennen. Foto aus dem Jahr 2007.

Im Jahr 1939 gingen die Verwaltung und der Betrieb der Leuchttürme in Kalifornien in die Hände der United States Coast Guard über. Wie viele andere Anlagen auch, wurde die Farallon Island Light Station in der zweiten Hälfte des 20. Jahrhunderts in den unbemannten Betrieb überführt. Die Fresnel-Linse erster Ordnung wurde in den 1960ern demontiert und durch ein modernes Signalfeuer ersetzt. Sie befindet sich heute im San Francisco Maritime National Historical Park und kann dort von Besuchern besichtigt werden. Im Jahr 1972 wurde im Zuge der Automatisierung der Anlage auch der Laternenraum des Leuchtturms entfernt.
Heute liegt die Farallon Island Light Station im Farallon National Wildlife and Wilderness Refuge, einem 1969 eingerichteten Schutzgebiet. Besuchern ist das Betreten von Southeast Farallon untersagt; allerdings werden von San Francisco aus zwischen Juni und November Bootstouren für Touristen zu den Inseln angeboten. Die ehemaligen Gebäude der Leuchtturmanlage werden heute als Unterkunft für Forscher genutzt.